# دهستان گاستشو گوم
دهستان گاستشو گوم (به لاتین: Gasetsho Gom Gewog) یک دهستان در کشور بوتان است که در ناحیهٔ وانگدودودرنگ واقع شده‌است.